# Coulonges (Charente-Maritime)
Coulonges ist eine westfranzösische Gemeinde mit 227 Einwohnern (Stand: 1. Januar 2022) im Département Charente-Maritime in der Region Nouvelle-Aquitaine (vor 2016 Poitou-Charentes). Die Gemeinde gehört zum Arrondissement Jonzac und zum Kanton Thénac (bis 2015 Pons). Die Einwohner werden Coulongeois genannt.

## Lage
Coulonges liegt etwa 22 Kilometer südöstlich von Saintes in der Kulturlandschaft der Saintonge. Umgeben wird Coulonges von den Nachbargemeinden Pérignac im Norden und Nordwesten, Ars im Norden und Nordosten, Celles im Osten, Lonzac im Südosten sowie Échebrune im Süden und Westen. 

## Bevölkerungsentwicklung
| Jahr                       | 1962 | 1968 | 1975 | 1982 | 1990 | 1999 | 2006 | 2017 | 2019 |
| Einwohner                  | 239  | 237  | 247  | 220  | 193  | 178  | 214  | 241  | 234  |
| Quellen: Cassini und INSEE |      |      |      |      |      |      |      |      |      |

## Sehenswürdigkeiten
- Kirche Saint-Saturnin aus dem 12. Jahrhundert, Monument historique seit 1925 (siehe auch: Liste der Monuments historiques in Coulonges (Charente-Maritime))

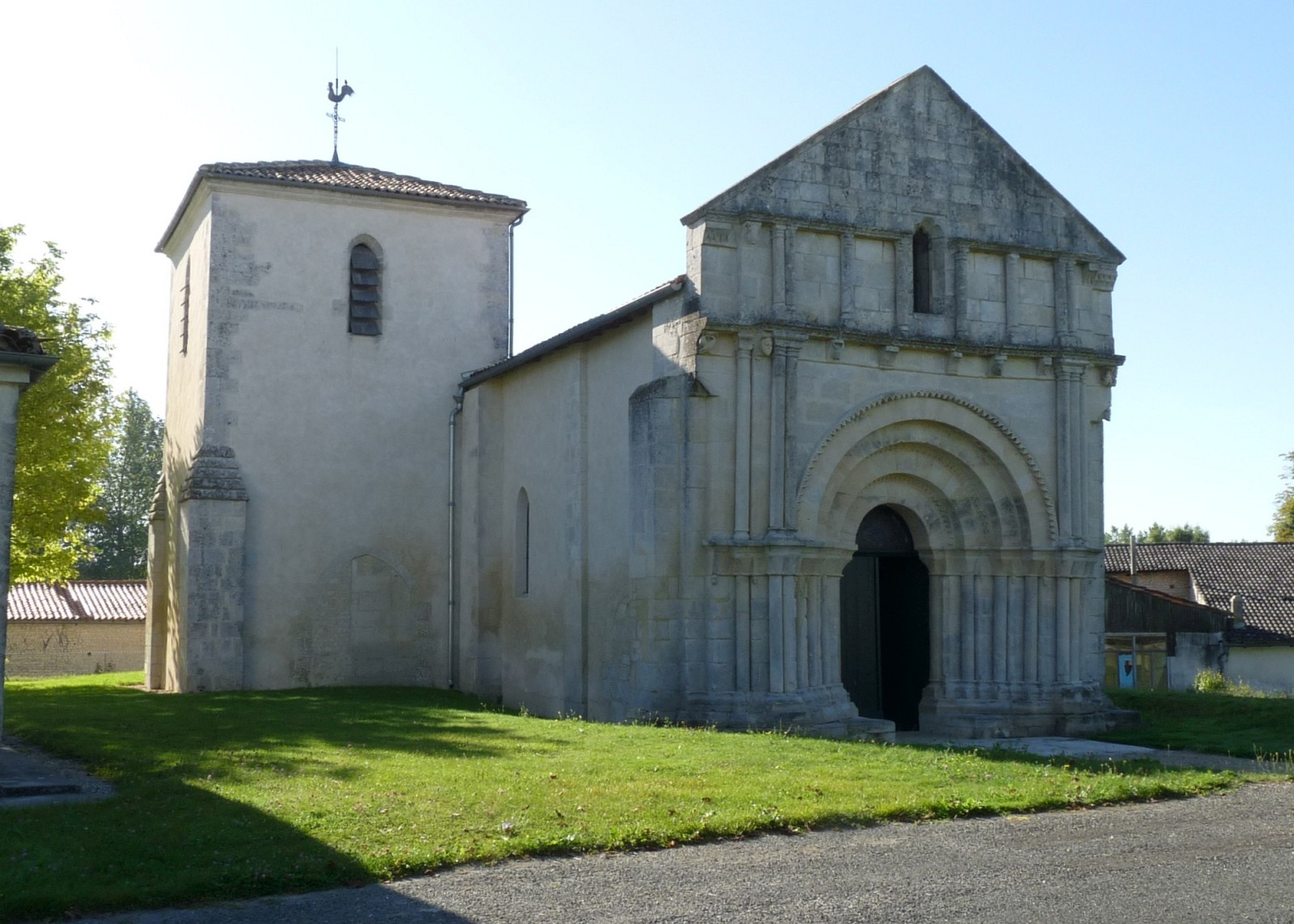
Kirche Saint-Saturnin